# Museo Arqueológico de Lemnos
El Museo Arqueológico de Lemnos es uno de los museos de Grecia. Está ubicado en la localidad de Mirina de la isla de Lemnos. 

## Historia del museo
Se encuentra en un edificio construido en el siglo XIX con la función inicial de centro administrativo otomano. A partir de 1956 se rehabilitó para su nueva función de museo, tras lo cual, en 1961, regresaron a Lemnos las piezas arqueológicas que durante la Segunda Guerra Mundial habían estado en el Museo Arqueológico de Mitilene o en el Museo Arqueológico Nacional de Atenas. Posteriormente, ha habido otra fase de reparaciones en el museo entre 1990 y 1993.
En 2014 el museo fue dañado por un terremoto. Tras un proceso de rehabilitación y organización de una nueva exposición permanente, fue reinaugurado en 2025.

## Colecciones
La exposición comprende objetos que permiten exponer la historia de la isla de Lemnos de una cronología que abarca desde el periodo calcolítico hasta la época romana.
La sección correspondiente a la prehistoria comprende hallazgos de excavaciones arqueológicas en Poliojni, Mirina y Kukonisi, principalmente de la Edad del Bronce. 
Otra sección del museo alberga los objetos de piedra del museo, como estatuas, estelas funerarias e inscripciones epigráficas procedentes de toda la isla de Lemnos y también de la de Imbros. Abarcan periodos comprendidos entre el siglo V a. C. y el siglo I d. C.
Por otra parte se encuentran diferentes objetos arqueológicos de periodos comprendidos entre la época arcaica y el siglo III d. C. Destacan los jarrones arcaicos del santuario de los Cabiros o Kavirio, los ajuares funerarios de la necrópolis de Hefestia, ofrendas votivas de los santuarios de la Gran Diosa de Hefestia —entre las que destacan figurillas de esfinges y sirenas— y del de Artemisa de Mirina —entre ellas, estatuillas de época arcaica de músicos y del sacrificio de un toro— y cerámica del periodo helenístico de talleres de Hefestia y de Mirina, 
Además hay otra sala en la que se exponen los objetos pequeños como monedas, algunas joyas, además de herramientas y otros objetos de hueso y de metal, de épocas comprendidas entre el periodo helenístico y la Edad Media.